# حديث مطروح
الحديث المطروح هو من أنواع الحديث الضعيف، وأرفع من الحديث الموضوع، ولم يذكره غير الحافظ الذهبي، وقد خرجه من قول علماء الحديث: «فلان مطروح الحديث»، ويرى الذهبي أن الحديث المطروح رُوى في بعض المسانيد الطوال، وفي الأجزاء الحديثية، وفي سنن ابن ماجه والترمذي، وقد ذكر للحديث المطروح أسانيد منها:
- عمرو بن شمر عن جابر الجعفي عن الحارث عن علي
- صدقة الدقيقي عن فرقد السبخي عن مرة الطيب عن أبي بكر
- جويبر عن الضحاك عن ابن عباس
- حفص بن عمر العدني عن الحكم بن أبان عن عكرمة